# Nordisk Film
Nordisk Film A/S — датская развлекательная компания, основанная в 1906 году Оле Ольсеном. Расположена в копенгагенском районе Вальбю в Дании. Одна из старейших работающих киностудий в мире.
Имеет подразделения в сфере кино, телевидения, компьютерных игр, мерчандайзинга и рекламы.

## История
Киностудию основал датский кинопродюсер Оле Ольсен под названием Ole Olsens Filmfabrik. В 1907 году на студии был снят фильм «Охота на льва». В 1908 году было открыто нью-йоркское представительство The Great Northern Film Company для распространения фильмов на американском рынке. В 1911 году компания была официально переименована в Nordisk Film. В 1992 году стала частью медиагруппы Egmont Group. В настоящее время Nordisk Film снимает художественные фильмы, телевизионные программы, мультипликационные фильмы, владеет сетью кинотеатров. В компании работает около 1200 человек.

## Подразделения

#### Nordisk Film Production
Производит художественные, анимационные и короткометражные фильмы, а также телесериалы и документальные телефильмы для скандинавского и международного рынка.
В октябре 2009 года Nordisk продала своё телевизионное подразделение Banijay Group.

#### Nordisk Film Distribution
Занимается распространением своих и независимых фильмов. Nordisk Film стоит примерно за каждым пятым театральным фильмом, и их распространение является крупным игроком в странах Северной Европы.

#### Nordisk Film Cinemas
Ведущая сеть кинотеатров в Дании и Норвегии с расширением в Швецию.

#### Nordisk Film ShortCut
Студия визуальных эффектов. Является одним из ведущих студий по постпродакшну в Скандинавии.

#### Nordisk Interactive
Является официальным дистрибьютором Sony Interactive Entertainment в странах Северной Европы и Балтии.

#### Nordisk Games
Является игровым подразделением компании и на момент 2022 года владеет 8 игровыми студиями: Avalanche Studios Group, Flashbulb Games, MercurySteam, Multiverse, Nitro Games, Reto-Moto, Star Stable Entertainment, Supermassive Games.

#### GoGift
Является ведущим поставщиком подарков в Скандинавии и крупнейшим поставщиком подарочных карт.

## Продукция

### Художественные фильмы
- Туннель[англ.] (2019)
- Ещё по одной (2020) — выиграл Оскар в категории «Лучший фильм на иностранном языке».
- Солнцестояние (2019; совместное производство и распространение в Скандинавии).
- Воссоединение 3: Крещение (2016)[12].
- Союз зверей (2016)
- Аль-Медина (2016)
- Ключ Дом Зеркало[англ.] (2016)
- Война (2016)
- 9 апреля (2016)
- Моя земля (Страна мин) (2015)[источник не указан 1074 дня]
- Воспоминания о будущем (2014)
- Когда животные мечтают[англ.] (2014)
- Воссоединение 2: Похороны (2014)
- Картель (2014)
- Гонка[англ.] (2014)
- Печаль и радость[англ.] (2013)
- Смешной человек (2011) — биографический фильм о легендарном датском комике Дирке Пассере.
- Последний удар банды Ольсена (1998)
- Банда Ольсена уходит (1981)
- Побег банды Ольсена по деревянным доскам (1981)
- Банда Ольсена никогда не сдаётся (1979) — в советском союзе вышел в 1984 году под названием «Операция начнётся после полудня».
- Банда Ольсена идёт на войну (1978)
- Банда Ольсена отводит взгляд (1977)
- Банда Ольсена в ярости (1976)
- Банда Ольсена на трассе (1975)
- Последние подвиги банды Ольсена (1974)
- Банда Ольсена сходит с ума (1973)
- Большое ограбление банды Ольсена (1972)
- Банда Ольсена в Ютландии (1971)
- Исправление Банды Ольсена (1969)
- Банда Ольсена (1968)
- Расслабься, Фредди! (1966)
- Бей первым, Фредди! (1965) — первая пародия на Джеймса Бонда.

### Телесериалы
- Команда (2015)
- Арне Даль (2015)
- Первая любовь[англ.] (1992)